# Edgardo Simón
Edgardo Simón (* 16. Dezember 1974 in Colonel Suarez, Argentinien) ist ein ehemaliger argentinischer Radrennfahrer.

## Sportlicher Werdegang
Edgardo Simon fuhr im Bahnradsport und auf der Straße. Auf der Bahn gewann er 2000 sowie 2002 die Bronzemedaille bei den Bahn-Radweltmeisterschaften im Zweier-Mannschaftsfahren. Bei den Südamerikanischen Spielen gewann er 2002 die Einerverfolgung und bei den Panamerikanischen Spielen die Mannschaftsverfolgung. 2003 gewann er die Einerverfolgung der Männer bei den Panamerikanischen Spielen.
Auf der Straße wurde Simon 2002 südamerikanischer Meister im Straßenrennen. 2001 siegte er im Etappenrennen Clásica del Oeste-Doble Bragado. In seinem erfolgreichsten Jahr gewann er 2005 die Vuelta Ciclista Por Un Chile Líder und entschied auch die Gesamtwertung der UCI America Tour mit deutlichem Abstand für sich. In den folgenden Jahren konnte er vielfach Etappengewinne bei südamerikanischen Rennen erringen. 2014 beendete er seine Radsportlaufbahn.

## Erfolge

### Straße
1999
- Prolog Argentinien-Rundfahrt

2000
- Argentinischer Meister – Einzelzeitfahren

2001
- Vuelta a San Juan
- Argentinischer Meister – Einzelzeitfahren

2002
- Südamerikameister – Straßenrennen
- Vuelta a San Juan

2005
- Gesamtwertung Vuelta Ciclista Por Un Chile Líder
- Gesamtwertung UCI America Tour

2006
- eine Etappe Vuelta Ciclista Por Un Chile Líder

2007
- drei Etappen Vuelta Ciclista Por Un Chile Líder

2008
- zwei Etappen Vuelta a Bolivia
- drei Etappen Volta do Estado de São Paulo

2009
- drei Etappen Vuelta a Bolivia
- eine Etappe Volta Ciclística Internacional de Santa Catarina
- zwei Etappen Volta Ciclistica Internacional de Gravataí

2010
- zwei Etappen Tour do Brasil Volta Ciclística de São Paulo-Internacional
- eine Etappe Volta Ciclística Internacional de Santa Catarina

2011
- eine Etappe Tour do Rio

2012
- eine Etappe Vuelta Ciclista al Uruguay
- zwei Etappen Tour do Rio
- eine Etappe Tour do Brasil Volta Ciclística de São Paulo-Internacional

### Bahn
2000
- Weltmeisterschaft – Zweier-Mannschaftsfahren (mit Juan Esteban Curuchet)

2001
- Panamerikameister – Einerverfolgung

2002
- Südamerikameister – Einerverfolgung

2003
- Panamerikameister – Mannschaftsverfolgung

## Teams
- 2000 Toledo
- 2001 Toledo
- 2002 Toledo
- 2003 Ekono Alamo Rent A
- 2004 Lider Presto
- 2005 Lider Presto
- 2005 Colombia-Selle Italia (Stagiaire)
- 2006 Selle Italia-Serramenti Diquigiovanni
- 2007 Serramenti PVC Diquigiovanni
- 2008 Scott-Marcondes Cesar
- 2009 Gamaia/São Jose dos Campos
- 2010 Funvic-Pindamonhangaba
- 2011 Padaria Real/Caloi/CEU Azul/Alimentos
- 2012 Real Cycling Team
- 2013 Iron Age/Colner/Sorocaba/Penks
- 2014 Ironage-Colner